# Laura Baldwin
Laura Jane Baldwin (Londres, 17 de enero de 1980) es una deportista británica-australiana que compitió en vela en la modalidad de match race. Ganó una medalla de bronce en el Campeonato Mundial de Match Race Femenino de 2010.

## Palmarés internacional
| Representando a Australia |                               |                   |            |
| Campeonato Mundial        |                               |                   |            |
| Año                       | Lugar                         | Medalla           | Clase      |
| 2010                      | Rhode Island (Estados Unidos) | Medalla de bronce | Match race |